# Dos dies i l'eternitat
Dos dies i l'eternitat (títol internacional en francès: Deux jours et l'éternité) és un film català romàntic del 2023 dirigit i guionat per Marc Esquirol.

## Argument
Quan veu que la seva relació amorosa trontolla, en Marc decideix emprendre un viatge improvisat per França amb la Laia, una noia amb molta empenta que ha conegut a les xarxes socials.

## Repartiment

### Principal
- Miki Lloret com a Marc
- Sara Espías com a Laia
- Ferran Herrera com a pare de la Laia
- Silvia Alabart com a mare de la Laia

### Secundari
- Neus Bada com a extra al museu
- Sandra Cano Bada com a mama
- Sabine di Pascal com a transeünt
- Angels Ferrer com a oficinista 1
- Kliat Guerrero com a oficinista 2
- Adriana Galo com a secretària del museu
- Pedro Sitjar com a secretari del museu
- Claud Hernández com a Julia
- Miryam Georges Parisot com a carnissera

## Producció
El film té un component autobiogràfic considerable i reconegut pel mateix director i guionista. El va rodar amb prou feines a vint anys. Al capdavall, la part més llarga del procés va ser la postproducció. S'hi va afegir una veu en off introspectiva.
Va ser un projecte de baix cost. El pressupost va ser de 2.500 euros, que Esquirol va obtenir de la venda del seu primer automòbil. Per això, va prendre com a models moviments com la Nouvelle Vague o el Dogma 95, en què els recursos també eren limitats a l'hora de fer cinema.

## Estrena
Es va estrenar el 27 de març del 2023 a la secció Un Impulso Colectivo de la 10a edició del festival de cinema D’A Film Festival a Barcelona amb presència de Marc Esquirol. També s'hi va projectar un curtmetratge anterior del mateix director, Si mai no ens haguéssim separat.

## Recepció
Segons Ignasi Franch de Cine Con Ñ, «és una cerca expressiva juganera i simpàtica, tant en la història que es conta com en la manera de contar-la». En va destacar composicions i moviments de càmera atípics, que contrasten amb seqüències més funcionals i estandarditzades. Tant ell com Joan Colás de Crónica Global van esmentar que hi havia referències a Al final de l'escapada de Jean-Luc Godard i pel·lícules d'Éric Rohmer, sobretot Le Rayon vert, que no incorren tampoc en la pedanteria.